# Manettia badilloi
Manettia badilloi é uma espécie de dicotiledónea pertencente à família Rubiaceae, descrita em 1971.